# استفانو بونتاد
استفانو بونتاد (۲۳ آوریل ۱۹۳۹ - ۲۳ آوریل ۱۹۸۱) که با نام اصلی استفانو بونتاته شناخته می‌شد، یکی از اعضای قدرتمند مافیای سیسیل بود. او رئیس خانواده مافیایی سانتا ماریا دی جسو در پالرمو بود و به القابی چون «شاهزاده ویلاگراتزیا» (منطقه تحت کنترلش در پالرمو) و «شاهین» معروف بود.
بونتاد ارتباطاتی با چندین سیاستمدار قدرتمند سیسیلی، از جمله جولیو آندره‌وتی نخست‌وزیر وقت ایتالیا داشت. در سال ۱۹۸۱ او توسط جناح رقیب در کوزا نوسترا، یعنی کورلئونزی‌ها، به قتل رسید. مرگ او جرقه‌ای برای جنگ خونین مافیا بود که به کشته شدن صدها مافیوزو انجامید.